# Zentrale Dienstvorschrift
Eine Zentrale Dienstvorschrift (Z. Dv.) war eine interne, übergeordnete Dienstvorschrift des Bundesministeriums der Verteidigung, die für alle Beschäftigten in deren Geschäftsbereich verbindlich war. Von den Zentralen Dienstvorschriften abzugrenzen waren einzelne teilstreitkraftspezifische Dienstvorschriften der Bundeswehr.

## Geschichte
Beim Militär der Neuzeit wurden schon früh schriftliche Anweisungen in Vorschriften erlassen. Im deutschsprachigen Bereich wurde dies zum Teil übergreifend in allgemeinen Dienstvorschriften (Z. Dv) oder in truppengattungsbezogenen Dienstvorschriften wie Heeresdienstvorschriften (H. Dv.), Marinedienstvorschriften (M. Dv.), Luftwaffendienstvorschriften (L. Dv.) etc. pp. geregelt.
Mit Inkrafttreten der überarbeiteten Allgemeinen Regelung (AR) „A-550/1 Regelungsmanagement“ am 9. September 2020 wurde die Bezeichnung „Zentrale Dienstvorschrift“ aus der Vorschriftenlandschaft der Bundeswehr gestrichen und durch „Allgemeine Regelung“ ersetzt. Alle Zentralen Dienstvorschriften wurden in diesem Zusammenhang in entsprechende Regelungsdokumente überführt oder außer Kraft gesetzt.
Auch bei anderen Streitkräften sind vergleichbare Regelwerke wie das United States Army Field Manual bekannt. Für die NATO gibt es gemeinschaftliche Regelwerke, die beispielsweise als STANAG (Standardization Agreement) bekannt sind.

## Zugang
Der Großteil der Zentralen Dienstvorschriften war als Verschlusssache mit dem niedrigsten Geheimhaltungsgrad „VS-NUR FÜR DEN DIENSTGEBRAUCH“ (VS-NfD) eingestuft und aus Gründen der militärischen Sicherheit nicht für die Allgemeinheit zugänglich.
Die meisten Zentralen Dienstvorschriften waren als graue Kunststoff-Ringhefter im Format DIN A5 oder DIN A6 in der Vorschriftenstelle der jeweiligen Dienststelle verfügbar. Sie unterschieden sich farblich von anderen Vorschriften wie den Heeresdienstvorschriften (HDv, grün) oder den Technischen Dienstvorschriften (TDv, braun). Teilweise wurden Vorschriften aber auch als Taschenbuch herausgegeben. Ein bunt bebildertes Beispiel hierfür war die „ZDv 10/1 Innere Führung“. Zeitweise wurden Vorschriften auch auf Mikrofilm ausgegeben. Dies erschwerte jedoch den Zugang, da für das Lesen ein Lesegerät erforderlich war.
Seit Inkraftsetzen der AR „A-550/1 Regelungsmanagement“ am 13. Februar 2014 wurden immer mehr Vorschriften in digitale Dokumente (PDF-Dateien) überführt und im Intranet der Bundeswehr der Truppe online zur Verfügung gestellt.
Das Bundesarchiv verwahrt die deutschen Dienstvorschriften seit der Zeit der Preußischen Armee.

## Systematik der Dienstvorschriften
Durch die Nummer vor dem Schrägstrich (Kennzahl 1 bis 99) wurden die Vorschriften grob kategorisiert (z. B. 14/xx für Gesetze oder 20/xx für Personalbelange) und mit der Nummer hinter dem Schrägstrich fortlaufend nummeriert. Nicht alle Kennzahlen wurden vergeben. Die Übersicht über die Zentralen Dienstvorschriften war selbst eine ZDv und als Verschlusssache eingestuft (ZDv 90/10).
| Kenngruppe                                                                               | Kennzahl           | Inhalt                                                   |
| ---------------------------------------------------------------------------------------- | ------------------ | -------------------------------------------------------- |
| Führung, Organisation 1/... bis 9/...                                                    | 1/...              | Führung und Organisation                                 |
| Führung, Organisation 1/... bis 9/...                                                    | 2/...              | G 2 /A 2                                                 |
| Führung, Organisation 1/... bis 9/...                                                    | 3/...              | Ausbildung                                               |
| Führung, Organisation 1/... bis 9/...                                                    | 4/...              | (unbesetzt)                                              |
| Führung, Organisation 1/... bis 9/...                                                    | 5/...              | ABC-Abwehr                                               |
| Führung, Organisation 1/... bis 9/...                                                    | 6/...              | Militär-Wissenschaften                                   |
| Führung, Organisation 1/... bis 9/...                                                    | 7/...              | Militär-Geographie                                       |
| Führung, Organisation 1/... bis 9/...                                                    | 8/...              | Bodenständige Verteidigung                               |
| Führung, Organisation 1/... bis 9/...                                                    | 9/...              | Luftschutz, Feuerlöschwesen                              |
| Innere Führung 10/... bis 13/...                                                         | 10/...             | Soldatische Ordnung                                      |
| Innere Führung 10/... bis 13/...                                                         | 11/...             | Erziehung                                                |
| Innere Führung 10/... bis 13/...                                                         | 12/...             | Information                                              |
| Innere Führung 10/... bis 13/...                                                         | 13/...             | Betreuung                                                |
| Rechtswesen 14/... bis 19/...                                                            | 14/...             | Wehrgesetze                                              |
| Rechtswesen 14/... bis 19/...                                                            | 15/...             | Völkerrecht                                              |
| Rechtswesen 14/... bis 19/...                                                            | 16/...             | (unbesetzt)                                              |
| Rechtswesen 14/... bis 19/...                                                            | 17/...             | Gerichtswesen                                            |
| Rechtswesen 14/... bis 19/...                                                            | 18/...             | (unbesetzt)                                              |
| Rechtswesen 14/... bis 19/...                                                            | 19/...             | Luftverkehrsrecht                                        |
| Personalwesen 20/... bis 23/...                                                          | 20/...             | Personalwirtschaft und -Vertretung                       |
| Personalwesen 20/... bis 23/...                                                          | 21/... bis 23/...  | (unbesetzt)                                              |
| (unbesetzt) 24/... bis 29/...                                                            | 24/... bis 29/...  | (unbesetzt)                                              |
| Logistik 30/... bis 39/...                                                               | 30/...             | Versorgungsführung und Organisation                      |
| Logistik 30/... bis 39/...                                                               | 31/...             | (unbesetzt)                                              |
| Logistik 30/... bis 39/...                                                               | 32/...             | Materialkatalogisierung der Bundeswehr                   |
| Logistik 30/... bis 39/...                                                               | 33/...             | Materialwirtschaft der Bundeswehr                        |
| Logistik 30/... bis 39/...                                                               | 34/...             | Munition und Explosivstoffe                              |
| Logistik 30/... bis 39/...                                                               | 35/...             | Betriebsstoffe                                           |
| Logistik 30/... bis 39/...                                                               | 36/...             | Verpflegung                                              |
| Logistik 30/... bis 39/...                                                               | 37/...             | Bekleidung                                               |
| Logistik 30/... bis 39/...                                                               | 38/... bis 39/...  | (unbesetzt)                                              |
| Militärische Territoriale Organisation und Militärisches Verkehrswesen 40/... bis 44/... | 40/...             | Militärische Territoriale Organisation - Grundsätze      |
| Militärische Territoriale Organisation und Militärisches Verkehrswesen 40/... bis 44/... | 41/...             | Pionierwesen - Militärische Infrastruktur                |
| Militärische Territoriale Organisation und Militärisches Verkehrswesen 40/... bis 44/... | 42/...             | Militärisches Verkehrswesen                              |
| Militärische Territoriale Organisation und Militärisches Verkehrswesen 40/... bis 44/... | 43/...             | Kraftfahrwesen                                           |
| Militärische Territoriale Organisation und Militärisches Verkehrswesen 40/... bis 44/... | 44/...             | Sicherheitsbestimmungen                                  |
| Gesundheitswesen 45/... bis 49/...                                                       | 45/...             | Ärztliches Berichtswesen                                 |
| Gesundheitswesen 45/... bis 49/...                                                       | 46/...             | Gesundheitsvorsorge                                      |
| Gesundheitswesen 45/... bis 49/...                                                       | 47/...             | Heilfürsorge                                             |
| Gesundheitswesen 45/... bis 49/...                                                       | 48/...             | Sanitätsmaterial                                         |
| Gesundheitswesen 45/... bis 49/...                                                       | 49/...             | Sanitätstruppe                                           |
| Fernmeldewesen 50/... bis 59/...                                                         | 50/...             | Allgemeine Fernmeldevorschriften                         |
| Fernmeldewesen 50/... bis 59/...                                                         | 51/...             | Fernmelde-Führung, -Einsatz und -Versorgung              |
| Fernmeldewesen 50/... bis 59/...                                                         | 52/...             | Fernmelde-Verbindungen (Herstellen, Unterhalten, Ändern) |
| Fernmeldewesen 50/... bis 59/...                                                         | 53/...             | Fernmelde-Verbindungen (Betrieb)                         |
| Fernmeldewesen 50/... bis 59/...                                                         | 54/...             | (unbesetzt)                                              |
| Fernmeldewesen 50/... bis 59/...                                                         | 55/...             | Schlüssel - Codewesen                                    |
| Fernmeldewesen 50/... bis 59/...                                                         | 56/...             | Elektronische Kampfführung                               |
| Fernmeldewesen 50/... bis 59/...                                                         | 57/...             | Fernmelde-Sonderdienste                                  |
| Fernmeldewesen 50/... bis 59/...                                                         | 58/...             | Erkennungsdienste                                        |
| Fernmeldewesen 50/... bis 59/...                                                         | 59/...             | Fernmelde-Ausbildungsvorschriften                        |
| Verwaltung 60/... bis 66/...                                                             | 60/...             | Verwaltung                                               |
| Verwaltung 60/... bis 66/...                                                             | 61/... bis 63/...  | (unbesetzt)                                              |
| Verwaltung 60/... bis 66/...                                                             | 64/...             | Schrift- und Geschäftsverkehr                            |
| Verwaltung 60/... bis 66/...                                                             | 65/...             | Sprachendienst                                           |
| Verwaltung 60/... bis 66/...                                                             | 66/...             | Seelsorge                                                |
| Finanzen und Haushalt 67/... bis 69/...                                                  | 67/...             | Finanz- und Haushaltswesen                               |
| Finanzen und Haushalt 67/... bis 69/...                                                  | 68/... bis 69/...  | (unbesetzt)                                              |
| Unterkünfte, Liegenschaften 70/... bis 74/...                                            | 70/...             | Unterkünfte, Liegenschaften                              |
| Unterkünfte, Liegenschaften 70/... bis 74/...                                            | 71/... bis 74/...  | (unbesetzt)                                              |
| Verschiedenes 75/... bis 99/...                                                          | 75/...             | Feldjäger                                                |
| Verschiedenes 75/... bis 99/...                                                          | 76/...             | (unbesetzt)                                              |
| Verschiedenes 75/... bis 99/...                                                          | 77/...             | Postwesen                                                |
| Verschiedenes 75/... bis 99/...                                                          | 78/...             | Militärmusik                                             |
| Verschiedenes 75/... bis 99/...                                                          | 79/...             | (unbesetzt)                                              |
| Verschiedenes 75/... bis 99/...                                                          | 80/...             | Mob-Vorschriften                                         |
| Verschiedenes 75/... bis 99/...                                                          | 81/.... bis 83/... | (unbesetzt)                                              |
| Verschiedenes 75/... bis 99/...                                                          | 84...              | Militärischer Such- und Rettungsdienst                   |
| Verschiedenes 75/... bis 99/...                                                          | 85/...             | Militärisches Berichtswesen, Statistik                   |
| Verschiedenes 75/... bis 99/...                                                          | 86/... bis 89/...  | (unbesetzt)                                              |
| Verschiedenes 75/... bis 99/...                                                          | 90/...             | Vorschriftenwesen und -Kataloge                          |
| Verschiedenes 75/... bis 99/...                                                          | 91/... bis 94/.... | (unbesetzt)                                              |
| Verschiedenes 75/... bis 99/...                                                          | 95/...             | Bundeswehrfachschulen                                    |
| Verschiedenes 75/... bis 99/...                                                          | 96/...             | Berufsförderungswesen                                    |
| Verschiedenes 75/... bis 99/...                                                          | 97/... bis 98/...  | (unbesetzt)                                              |
| Verschiedenes 75/... bis 99/...                                                          | 99/...             | Geophysikalischer Beratungsdienst                        |

## Rechtsschutz
Zentrale Dienstvorschriften konnten von einzelnen Soldaten nicht nach der Wehrbeschwerdeordnung (WBO) angefochten werden, da eine vom Einzelfall losgelöste allgemeine Nachprüfung von Anordnungen, Erlassen oder Verwaltungsvorschriften des Bundesministeriums der Verteidigung auf ihre Rechtmäßigkeit im Sinne eines Normenkontrollverfahrens in der WBO nicht vorgesehen ist.
Zentrale Dienstvorschriften mussten jedoch mit übergeordnetem Gesetzesrecht vereinbar sein.
Eine zentrale Dienstvorschrift war dann als „Befehl“ anzusehen, wenn die jeweilige in Rede stehende Einzelregelung vom Soldaten ein bestimmtes Verhalten in Gestalt eines zu vollziehenden konkreten Gebots oder eines zu beachtenden konkreten Verbotes verlangte. Führte ein zumindest bedingt vorsätzlicher Verstoß gegen eine solche zentrale Dienstvorschrift zu einer Wehrdienstbeschädigung, konnte dies einen Amtshaftungsanspruch des Geschädigten nach sich ziehen.